# 丹江口市
32°33′51.03″N 111°30′45.37″E / 32.5641750°N 111.5126028°E
丹江口市是由中華人民共和國湖北省十堰市所辖的一个縣級市，位於汉江中上游，漢水和丹江的交會處，丹江口水庫的大壩即位於該市。另外道教的聖地武當山也位於丹江口市境内，有中國水都的外號。全市面积为3120平方公里，常住人口約41万人，但随着南水北调中线移民，人口有所变动。

## 地名由来
据《湖北省均县地名志》：丹江“因位于丹江、汉江交汇处，临丹江水库坝下，故名”。

## 人口
根据第七次人口普查数据，截至2020年11月1日零时，丹江口常住人口为409940人。

## 历史

### 古代史
- 位於禹貢九州中的豫州境內。
- 春秋属麇，鲁文公十一年（前616年）楚子伐麇，麇亡归楚。战国属韩及楚，称均陵。
- 秦朝秦始皇二十六年（前221年）分全国为36郡，均陵归武当县，属南阳郡。
- 汉朝汉高祖五年（前202年）设武当县，因武当山得名，隶属南阳郡。东汉建安十三年（208年），属南乡郡。
- 晋朝太康十年（289年）11月改南乡郡为顺阳郡，武当属顺阳郡。
- 永嘉之乱（310年）以江左平阳郡民流寓此，設始平郡，沒有實土。
- 南北朝时期，永初元年（420年），改始平郡为齐兴郡。
- 劉宋大明元年（457年）割襄陽郡西界為始平郡實土，寄治武當（今丹江口市西北），下領武當縣（舊屬順陽郡）及始平、武功、平陽3個僑縣[4]。
- 梁朝太清元年（547年）设均阳县，革兴郡为兴州，管理武当、平阳、均阳三县。
- 蕭梁中大通五年（533年）被北魏荊州刺史賀拔勝攻下，改稱武當郡。
- 北魏分裂為東、西魏，武當郡屬西魏。
- 西魏废帝元年（552年）省平阳并入武当，改兴州为丰州（因丰乡城而名）。
- 隋朝開皇三年（583年）廢郡[5]。五年（585年）改丰州为均州（因均水而名）。大业初（605年）废州，设淅阳郡。义宁二年（618年）割淅阳郡置武当郡。
- 宋朝（960年）设均州武当郡，隶京西南路，领县武当、郧乡。宣和元年（1119年）升为武当军节度。
- 元朝忽必烈十三年（1276年）南征，省武当军为均州。
- 明朝洪武二年（1369年）废武当县入均州，洪武九年（1376年）省武当入州，直属湖广布政使司；成化十二年（1476年）改属襄阳府，此后均州无领县，由直隶州降为散州。
- 清朝，沿袭明朝体制。

### 现代史
- 1949年属陕西省两郧专区。
- 1950年属湖北省郧阳专区。
- 1952年隶襄阳专区行政公署。
- 1960年撤销均县并入光化县。
- 1962年恢复均县。
- 1965年复归郧阳地区管辖。
- 1983年8月19日，撤销均县，设立丹江口市（县级）。
- 1994年郧阳地区与十堰市合并，由十堰市管辖。

## 气候
属亚热带半湿润季风气候区，由于秦岭天然屏障和丹江口水库水全效益以及垂直地貌的影响，形成了“四季分明、光照充足、热量丰富、雨热同季，无霜期长，相对湿度大”的气候环境。

## 经济

### 自然资源
- 农作物资源，农作物品种共有18科、49属、575个品种（系），有油类、丝类、茶类、烟类、果类、食用菌类、纤维类和漆类等160多个品种。
- 森林资源，共有木本种子植物79科，206属，403种。武当山山区有古树名木24科、33属、46种、435株。珍稀树种有银杏、鹅掌秋、巴山松、七叶树、铁尖杉、水杉、榔榆、白皮松、金铁松、柳杉等。林业资源处于消大于长的状态。
- 中药材资源，全市共有820种，分别隶属于226科。其中植物类药材723种，动、矿物类药材97种。
- 鱼类资源，分布的鱼类有5目10科61种。其中鲤科42种，占71%。经济鱼类有青、草、鲢、鳊、鲤、鲫、鲂、鲶等20余种；名贵鱼类有银鳔、长吻、鳗鲡、团头鲂、黄鳝
- 稀有野生动物资源，二类保护动物林麝（香獐子）、鸳鸯、大鲵，三类保护动物有小灵猫、大灵猫、红腹锦鸡等。野生毛皮兽类资源有狼、狐、黄鼬、狗獾、猪獾、水獭、小麂、野猪、岩松鼠等。
- 矿产资源，矿种共35种。其中：金属矿6种，非金属矿29种。矿种量，占全湖北省110种的31.8%。已探明有储量的19种，占全省77种的24.7%。

### 工业
丹江口市重点推动水库区域生态经济发展。丹江口市现有多家上市制药企业，产品有黄体酮、睾酮、雌酚酮、雌二醇、雌三醇等，其中，商业级雌二醇占全球供应量的70%。

## 行政区划
丹江口市下辖5个街道办事处、12个镇：
均州路街道、大坝街道、丹赵路街道、武当山街道、三官殿街道、土关垭镇、浪河镇、丁家营镇、六里坪镇、盐池河镇、均县镇、习家店镇、蒿坪镇、石鼓镇、凉水河镇、官山镇、龙山镇、新港经济开发管理处、牛河林业开发管理区、白杨坪林业开发管理区和大沟林业开发管理区。

## 交通
- 汉十城际铁路：丹江口南站

## 风景名胜
- 武当山
- 牛河森林公园

## 著名人物
- 陈世美

## 国家级非物质文化遗产
- 伍家沟民间故事

## 参看
- 均州
- 丹江口水利枢纽工程